# Sibel Tüzün
Sibel Tüzün (nacida el 29 de septiembre de 1971 en Turquía) es una famosa cantante turca.

## Vida y carrera
Sibel comenzó sus estudios musicales en el Coro de Niños de Estambul de la TRT. Durante sus años de instituto se unió al Coro Juvenil de la TRT donde conoció a Gökçen Koray, Cenan Akın y Hikmet Şimşek.
Mostró interés en la música pop y rock en sus años en Beşiktaş Atatürk Anadolu Lisesi, que culminó con un tercer puesto en el Festival de la Canción de los estudiantes de secundaria en Turquía.
En 1988, se matriculó en la Universidad de Estambul, un famoso Conservatorio de música. En 1991, decidió comenzar una carrera musical profesional y firmó un contrato con la discográfica Raks Müzik.
Su primer álbum en solitario Ah Biz Kızlar fue lanzado en 1992. Al año siguiente comenzó una gira intensiva para promocionarlo. Después de trabajar con Robert Bricknell en Londres por un tiempo, volvió a Turquía, y lanzó con éxito su segundo álbum, Nefes Keser Aşklar en 1995.
Tras acabar su gira europea en 1997, Sibel comenzó su propia compañía de producción, Arinna Muzik. Su disco Hayat Buysa Ben Yokum Bu Yolda fue lanzado al mercado en 1998 con ocho canciones escritas por la propia artista. Este disco demostró el talento al producir de Sibel, haciéndola cada vez una artista más completa. Su fama continental se selló con la canción Yine Yalnızım en 2002, en colaboración con su novio Serhat Merdivenci.
En el año 2003, lanzó a la venta su quinto álbum de estudio titulado Kırmızı, un disco novedoso y plagado de nuevos sonidos con el objetivo de ser una cantante pionera en su país. Lamentablemente, este disco no tuvo el éxito esperado, por lo que Sibel comenzó a buscar oportunidades en otros países para desarrollarse como artista.
Su sexto álbum, Kıpkırmızı el cual contenía canciones traducidas al griego y remixes de su anterior trabajo salió a la venta en 2004 y, posiblemente, contribuyó a la quiebra de su compañía discográfica. Fue en ese momento cuando Sibel se apartó de su carrera musical y anunció que se tomaría un tiempo libre tras el nacimiento de su primer hijo.
Sibel estuvo trabajando en un nuevo álbum, Saten, el que no logró salir a la venta en su versión física, y sólo estuvo disponible en descarga digital. El disco no consiguió vender más de 5.000 copias. El disco, iba a ser lanzado también a la venta en Asia en el año 2005 con el título Satin, del que se extraería el sencillo Seviyorum Seveceğim, pero debido a la participación en el Festival de la Canción de Eurovisión 2006, el lanzamiento no se realizó.
En 2006, representó a Turquía en el Festival de la Canción de Eurovisión con sede en Atenas con la canción Süper Star. También grabó este tema en inglés y griego con motivo de promover y promocionar la canción en otros países europeos. La canción de Sibel no logró obtener el apoyo del público, y quedó en el puesto número 11 en el famoso concurso. Lo que no aseguraba a Turquía un pase asegurado a la final del Festival al año siguiente.
Actualmente, Sibel está trabajando para su nuevo álbum de estudio, del que ya se han extraído dos sencillos a manera de promoción: AC Telefonu y Yaz Aşkı.

## Discografía

### Álbumes
- Ah Biz Kızlar (1992)
- Nefes Keser Aşklar (1995)
- Hayat Buysa Ben Yokum Bu Yolda (1998)
- Yine Yalnızım (2002)
- Kırmızı (2003)
- Kıpkırmızı (2004)
- Saten (2010)

### Sencillos
- Seviyorum Seveceğim (2005)
- Süper Star (2006)
- Aç Telefonu (2008)
- Yaz Aşkı (2008)
- Kaç Yıldan Geçti Aradan (2014)
- Le Le Le (2014)
- Aşk Bize Yeter (con İskender Paydaş) (2015)

| Predecesor: "Rimi Rimi Ley" Gülseren | Turquía en el Festival de Eurovisión 2006 | Sucesor: "Shake it up Şekerim" Kenan Doğulu |